# Liste des législatures du parlement saskatchewanais

## Liste des législatures
| Législature                  | Élection | Parti au gouvernement | Parti au gouvernement                          | Premier ministre                                                       | Opposition | Président de l'Assemblée                                                                       | Début            | Fin               |
| ---------------------------- | -------- | --------------------- | ---------------------------------------------- | ---------------------------------------------------------------------- | --- | ---------------------------------------------------------------------------------------------- | ---------------- | ----------------- |
| 1re législature (3 sessions) | 1905     |                       | Parti libéral                                  | Thomas Walter Scott                                                    | Droits provinciaux Frederick Haultain                                                                                        | Thomas MacNutt                                                                                 | 29 mars 1906     | 20 juillet 1908   |
| 2e législature (4 sessions)  | 1908     |                       | Parti libéral                                  | Thomas Walter Scott                                                    | Droits provinciaux Frederick Haultain                                                                                        | William Charles Sutherland                                                                     | 10 décembre 1908 | 15 juin 1912      |
| 3e législature (6 sessions)  | 1912     |                       | Parti libéral                                  | Thomas Walter Scott (1912-1916) William Melville Martin (1916-1917)    | Parti conservateur Wellington Bartley Willoughby                                                                             | John Albert Sheppard (1912-1916) Robert Menzies Mitchell (1916-1917)                           | 14 novembre 1912 | 2 juin 1917       |
| 4e législature (4 sessions)  | 1917     |                       | Parti libéral                                  | William Melville Martin                                                | Parti conservateur Donald McLean                                                                                             | Robert Menzies Mitchell (1917-1919) George Adam Scott (1919-1921)                              | 13 novembre 1917 | 16 mai 1921       |
| 5e législature (5 sessions)  | 1921     |                       | Parti libéral                                  | William Melville Martin (1921-1922) Charles Avery Dunning (1921-1925)  | Parti conservateur John Archibald Maharg (1923) Harris Turner (1924-1925)                                                    | George Adam Scott                                                                              | 8 décembre 1921  | 9 mai 1925        |
| 6e législature (4 sessions)  | 1925     |                       | Parti libéral                                  | Charles Avery Dunning (1925-1926) James Garfield Gardiner (1926-1929)  | Parti progressiste Charles Tran (1925-1929) Parti conservateur James Thomas Milton Anderson (1929)                           | Walter George Robinson                                                                         | 3 décembre 1925  | 11 mai 1929       |
| 7e législature (6 sessions)  | 1929     |                       | Parti conservateur et progressiste (coalition) | James Thomas Milton Anderson                                           | Parti libéral James Garfield Gardiner                                                                                        | James Fraser Bryant (1929) (conservateur) et Robert Sterritt Leslie (1930-1934) (progressiste) | 4 septembre 1929 | 25 mai 1934       |
| 8e législature (4 sessions)  | 1934     |                       | Parti libéral                                  | James Garfield Gardiner (1934-1935) William John Patterson (1935-1938) | Commonwealth Federation George Hara Williams                                                                                 | John Mason Parker                                                                              | 15 novembre 1934 | 14 mai 1938       |
| 9e législature (6 sessions)  | 1938     |                       | Parti libéral                                  | William John Patterson                                                 | Commonwealth Federation George Hara Williams (1938-1940) John Brockelbank (1941-1944)                                        | Charles Agar                                                                                   | 19 janvier 1939  | 10 mai 1944       |
| 10e législature (5 sessions) | 1944     |                       | Commonwealth Federation                        | Tommy Douglas                                                          | Parti libéral William John Patterson                                                                                         | Tom Johnston (en)                                                                              | 19 octobre 1944  | 19 mai 1948       |
| 11e législature (5 sessions) | 1948     |                       | Commonwealth Federation                        | Tommy Douglas                                                          | Parti libéral Walter Adam Tucker                                                                                             | Tom Johnston (en)                                                                              | 10 février 1949  | 7 mai 1952        |
| 12e législature (4 sessions) | 1952     |                       | Commonwealth Federation                        | Tommy Douglas                                                          | Parti libéral Walter Adam Tucker (1953) Asmundur Loptson (1954) Alexander Hamilton McDonald (1955-1956)                      | Tom Johnston (en)                                                                              | 12 février 1953  | 8 mai 1956        |
| 13e législature (4 sessions) | 1956     |                       | Commonwealth Federation                        | Tommy Douglas                                                          | Parti libéral Alexander Hamilton McDonald                                                                                    | James Andrew Darling                                                                           | 14 février 1957  | 4 mai 1960        |
| 14e législature (6 sessions) | 1960     |                       | Nouveau Parti démocratique                     | Tommy Douglas (1961) Woodrow Stanley Lloyd (1961-1964)                 | Parti libéral Ross Thatcher                                                                                                  | Everett Irvine Wood (1961) Frederick Arthur Dewhurst (1962-1964)                               | 9 février 1961   | 18 mars 1964      |
| 15e législature (4 sessions) | 1964     |                       | Parti libéral                                  | Ross Thatcher                                                          | Nouveau Parti démocratique Woodrow Stanley Lloyd                                                                             | James Snedker                                                                                  | 4 février 1965   | 8 septembre 1967  |
| 16e législature (5 sessions) | 1967     |                       | Parti libéral                                  | Ross Thatcher                                                          | Nouveau Parti démocratique Woodrow Stanley Lloyd (1968-1970) Allan Blakeney (1970-1971)                                      | James Snedker                                                                                  | 15 février 1968  | 25 mai 1971       |
| 17e législature (5 sessions) | 1971     |                       | Nouveau Parti démocratique                     | Allan Blakeney                                                         | Parti libéral David Steuart                                                                                                  | Frederick Arthur Dewhurst                                                                      | 28 juillet 1971  | 13 mai 1975       |
| 18e législature (5 sessions) | 1975     |                       | Nouveau Parti démocratique                     | Allan Blakeney                                                         | Parti libéral David Steuart (1975-1976) Edward Cyril Malone (1976-1978) Parti progressiste- conservateur Dick Collver (1978) | John Edward Brockelbank                                                                        | 12 novembre 1975 | 19 septembre 1978 |
| 19e législature (4 sessions) | 1978     |                       | Nouveau Parti démocratique                     | Allan Blakeney                                                         | Parti progressiste- conservateur Dick Collver (1979) Eric Berntson (1979-1982)                                               | John Edward Brockelbank                                                                        | 22 février 1979  | 29 mars 1982      |
| 20e législature (5 sessions) | 1982     |                       | Parti progressiste- conservateur               | Grant Devine                                                           | Nouveau Parti démocratique Allan Blakeney                                                                                    | Herbert Junior Swan                                                                            | 17 juin 1982     | 19 septembre 1986 |
| 21e législature (4 sessions) | 1986     |                       | Parti progressiste- conservateur               | Grant Devine                                                           | Nouveau Parti démocratique Allan Blakeney (1986-1987) Roy Romanow (1987-1991)                                                | Arnold Bernard Tusa                                                                            | 3 décembre 1986  | 2 septembre 1991  |
| 22e législature (5 sessions) | 1991     |                       | Nouveau Parti démocratique                     | Roy Romanow                                                            | Parti progressiste- conservateur Grant Devine (1991-1992) Richard Swenson (1993-1994) Bill Boyd (1994-1995)                  | Herman Harold Rolfes                                                                           | 2 décembre 1991  | 23 mai 1995       |
| 23e législature (4 sessions) | 1995     |                       | Nouveau Parti démocratique                     | Roy Romanow                                                            | Parti libéral Ron Osika (1996) Ken Krawetz (1996-1997) Parti saskatchewanais Ken Krawetz (1997-1999)                         | Glenn Hagel                                                                                    | 29 février 1996  | 19 août 1999      |
| 24e législature (4 sessions) | 1999     |                       | Nouveau Parti démocratique                     | Roy Romanow (1999-2001) Lorne Calvert (2001-2003)                      | Parti saskatchewanais Elwin Hermanson                                                                                        | Ron Osika (libéral) (1999-2001) Myron Kowalsky (NPD) (2001-2003)                               | 6 décembre 1999  | 8 octobre 2003    |
| 25e législature (3 sessions) | 2003     |                       | Nouveau Parti démocratique                     | Lorne Calvert                                                          | Parti saskatchewanais Elwin Hermanson (2004) Brad Wall (2004-2007)                                                           | Myron Kowalsky                                                                                 | 18 mars 2004     | 10 octobre 2007   |
| 26e législature (4 sessions) | 2007     |                       | Parti saskatchewanais                          | Brad Wall                                                              | Nouveau Parti démocratique Lorne Calvert (2007-2009) Len Taylor (2009) Dwain Lingenfelter (2009-2011)                        | Don Toth                                                                                       | 10 décembre 2007 | 10 octobre 2011   |
| 27e législature (4 sessions) | 2011     |                       | Parti saskatchewanais                          | Brad Wall                                                              | Nouveau Parti démocratique John Nilson (2011-2013) Cam Broten (2013-2016)                                                    | Dan D'Autremont                                                                                | 5 décembre 2011  | 10 mars 2016      |
| 28e législature (4 sessions) | 2016     |                       | Parti saskatchewanais                          | Brad Wall (2016-2018) Scott Moe (2018-2020)                            | Nouveau Parti démocratique Trent Wotherspoon (2016-2017) Nicole Sarauer (2017-2018) Ryan Meili (2018-2020)                   | Corey Tochor (2016-2018) Mark Docherty (2018-2020)                                             | 17 mai 2016      | 29 septembre 2020 |
| 29e législature (4 sessions) | 2020     |                       | Parti saskatchewanais                          | Scott Moe                                                              | Nouveau Parti démocratique Ryan Meili (2018-2022) Carla Beck (2022-2024)                                                     | Randy Weekes                                                                                   | 30 novembre 2020 | En fonction       |
| 30e législature (actuelle)   | 2024     |                       | Parti saskatchewanais                          | Scott Moe                                                              | Nouveau Parti démocratique Carla Beck                                                                                        |                                                                                                | octobre 2024     | En fonction       |